# 諾維爾半島
71°56′S 98°35′W / 71.933°S 98.583°W
諾維爾半島是南極洲的半島，長60公里，該半島根據美國海軍在1946年12月拍攝的空中照片繪入地圖，以美國探險隊的主任參謀命名，現時由南極條約體系管理。